# Ямайка на літніх Олімпійських іграх 1976
Ямайка на літніх Олімпійських іграх 1976 в Монреалі (Канада) була представлена 20-ма спортсменами (11 чоловіків та 9 жінок) у 3 видах спорту, які вибороли дві олімпійських медалі.
Наймолодшим членом команди була легкоатлетка Джекі Пусей (16 років 348 днів), найстарішим — боксер Кларенс Робінсон (26 років 299 днів).

## Золото
- Дон Кверрі — легка атлетика: 200 метрів, чоловіки.

## Срібло
- Дон Кверрі — легка атлетика: 100 метрів, чоловіки.